# Conchyliurus solenis
Conchyliurus solenis is een eenoogkreeftjessoort uit de familie van de Clausidiidae. De wetenschappelijke naam van de soort is voor het eerst geldig gepubliceerd in 1957 door Bocquet & Stock.